# كلابهام كومون (محطة مترو أنفاق لندن)
كلابهام كومون (بالإنجليزية: Clapham Common)‏ هي إحدى محطات مترو أنفاق لندن. تقع على خط نورذيرن أفتتحت في المنطقة (Zone) رقم 2 أفتتحت في 03 يونيو 1900. 